# Kingsburg
Kingsburg, fundada en 1908, es una ciudad ubicada en el condado de Fresno en el estado estadounidense de California. En el año 2008 tenía una población de 11,259 habitantes y una densidad poblacional de 1,517.8 personas por km².

## Geografía
Kingsburg se encuentra ubicada en las coordenadas 36°30′50″N 119°33′14″O / 36.51389, -119.55389. Según la Oficina del Censo, la ciudad tiene un área total de 6 km² (2,3 mi²), de la cual 6 km² (2,3 mi²) es tierra y 0 km² (0 mi²) (0%) es agua.

## Demografía
Según la Oficina del Censo en 2000 los ingresos medios por hogar en la localidad eran de $40,490, y los ingresos medios por familia eran $44,737. Los hombres tenían unos ingresos medios de $35,452 frente a los $23,409 para las mujeres. La renta per cápita para la localidad era de $16,137. Alrededor del 11.5% de la población estaban por debajo del umbral de pobreza.